# Adrian Jørgensen
Adrian Jørgensen, född 22 december 1991 i Bindal, är en norsk sångare, låtskrivare och fiskrökare. Han är bland annat känd för att ha medverkat i TV-programmen X Factor och The Voice. Han har även körat bakom bidragen "Grab the Moment" (för JOWST under Eurovision Song Contest 2017 i Kiev) och "Talk to the Hand" (för Aleksander Walmann under Melodi Grand Prix 2018).
2019 deltog Jørgensen återigen i tävlingen, denna gång som soloartist med låten "The Bubble", skriven av Jonas McDonnell, Aleksander Walmann och Kjetil Mørland. Där slutade han på en andraplats efter vinnarna Keiino och deras låt "Spirit in the Sky". Han deltog senare i talangtävlingen Stjernekamp på NRK.